# 量子井戸
量子井戸 (りょうしいど、英: quantum well) とは、電子の移動方向が束縛された状態のこと。もしくは、レーザーなどで用いられる同状態を得るための構造のこと。
MBEやMOCVDなどの結晶成長法を用い、厚さにしてnmオーダー（nm：ナノメートル=10-9m）の薄膜をバンドギャップの大きいバリア層で挟むように作製すると、電子は厚さ方向に量子化されてエネルギーは離散化する。このように1次元方向への閉じこめを作った構造を、量子井戸構造という。
量子井戸を作製するためには無数の組成と格子定数の異なる材料（ＧａＡｓ、ＩｎＰ、ＧａＮなど）を格子整合させるための高度な結晶成長技術が求められる。
量子井戸構造では状態密度は階段状となり、電子の閉じこめによる発光効率の改善などによる量子井戸レーザへの応用が行われている。
もう一つ閉じこめを増やした物が量子細線、3次元で閉じこめを行った物が量子ドットである。